# Annalena Persson
Annalena Persson, Anna Lena Persson, född 18 juli 1971 i Köla, nära Koppom i Värmland, är en svensk operasångerska (sopran).

## Karriär och roller

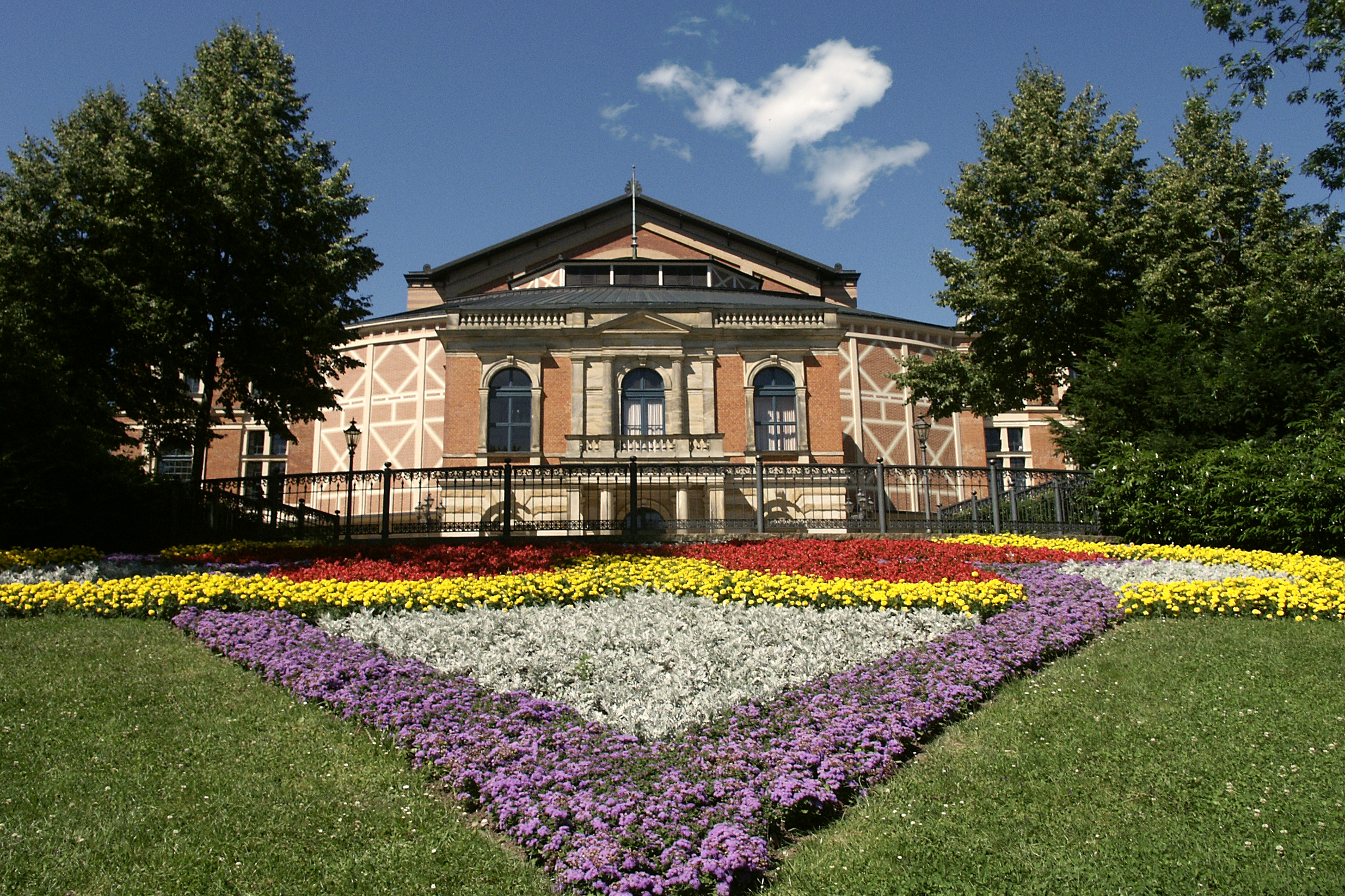
Bayreuth Festspielhaus där Annalena Persson 2003 vann den internationella sångtävlingen för unga Wagnerröster.

Persson utbildade sig till musiklärare och sångpedagog vid Musikhögskolan Ingesund och vidare vid Operahögskolan i Stockholm. Hon vann 2003 den internationella sångtävlingen för unga Wagnerröster i Bayreuth. Hon debuterade som Sieglinde i Wagners Valkyrian på Göteborgsoperan 2004.

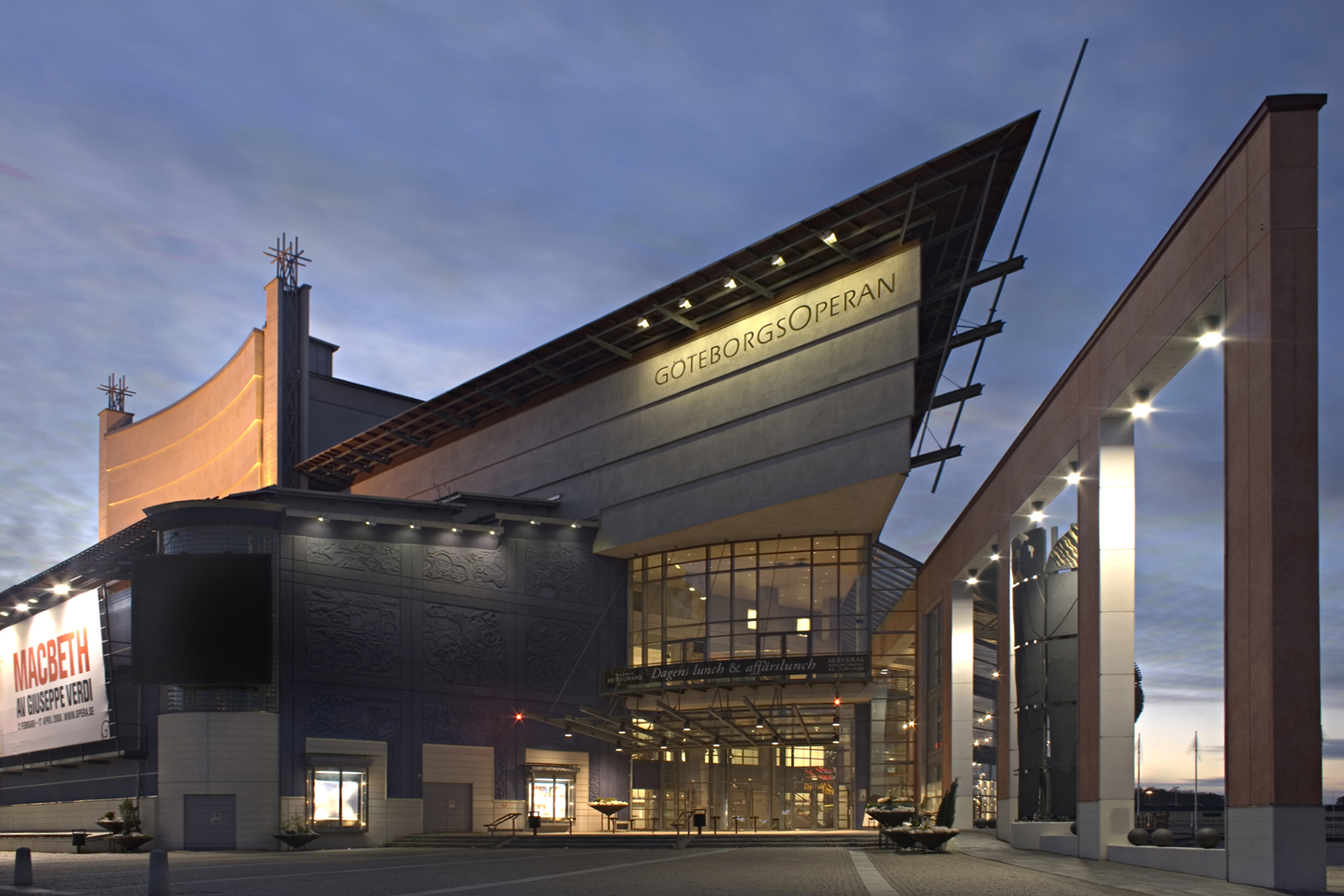
Göteborgsoperan är Annalena Perssons hemmascen.

I Sverige har Persson sjungit Senta i Den flygande holländaren, Isolde i Tristan och Isolde, Santuzza i På Sicilien och Tredje Nornan i Ragnarök på Kungliga Operan i Stockholm. På Göteborgsoperan har hon gjort titelrollen i Madama Butterfly, Kundry i Parsifal, Tatjana i Eugen Onegin, Elisabetta i Don Carlos, titelrollen i Salome, den främmande furstinnan i Rusalka, Isolde i Tristan och Isolde, titelrollen i Tosca, Emilia Marty i Fallet Makropulos (2015) och Lady Macbeth i Macbeth samt Herr Arnes hustru i Herr Arnes penningar (2022). Med Malmösymfonikerna har Persson sjungit Eva i Mästersångarna i Nürnberg.
Persson är även verksam i utlandet där hon sjungit Sieglinde i Esbjerg, Ortlinde (Valkyrian) i Paris, Senta i Cardiff och Bergen, Isolde i Cardiff, Basel, Köln och Seattle, titelrollen i Turandot på Opera Hedeland, Danmark och Teatro Lirico di Cagliari, Salome i Amsterdam, Bryssel och Madrid, Chrysothemis i Elektra i Bryssel och Berlin, den främmande furstinnan i Rusalka i Bryssel och Lyon samt Brünnhilde i Valkyrian och Siegfried för Opera North, Storbritannien.

## Priser
- Operapriset av Tidskriften Opera för säsongen 2003–04.
- Sten A Olssons kulturstipendium 2005.
- Årets alumn vid Karlstads universitet 2008.
- GöteborgsOperans Vänners stipendium 2016.[8]

## Diskografi
- Isolde i Wagners Tristan och Isolde. Persson, Forbis, Wray, Milling, Grimsley, Collins, Esper, Johnson. Orchestra and Chorus of Seattle Opera. Dir. Asher Fisch. Marion Oliver McCaw Hall, Seattle. 21 augusti 2010. Premiere Opera 5215-4. (www.premiereopera.com). Även utgiven av House of Opera CD82723. (www.operapassion.com). Läst 30 december 2012.
- Kundry i Wagners Parsifal. Med Jan Kyhle m.fl. Göteborgsoperans orkester. Dir. Shao-Chia Lü. 6 april 2007. House of Opera CD13881. (operapassion.com). Läst 15 januari 2013.
- Titelrollen i Richard Strauss Salome. Med Thomas Sunnegårdh, Ulrika Tenstam m.fl. Göteborgsoperans orkester. Dir. Patrik Ringborg. 2011. House of Opera CD91814. (www.operapassion.com). Läst 15 januari 2013.
- Den främmande furstinnan i Dvořáks Rusalka. Med Myrto Papatanasiu, Pavel Cernoch, Willard White m.fl. Théâtre de la Monnaie. Dir. Adam Fischer. 2012. DVD. House of Opera DVD95833. (operapassion.com). Läst 15 januari 2013.

## Fotnoter
1. ↑  Sveriges befolkning 1990, DVD-ROM, Riksarkivet SVAR 2011
2. ↑  Gustavsson, Charlotte. ”Annalena Persson”. Alumnporträtt. Karlstads universitet. Arkiverad från originalet den 19 december 2014. https://web.archive.org/web/20141219142918/http://www.kau.se/alumn/alumnportratt/musikhogskolan-ingesund-2. Läst 12 september 2011.
3. ↑  Tristan & Isolde Arkiverad 11 februari 2013 hämtat från the Wayback Machine., GöteborgsOperan. Läst 8 mars 2016.
4. ↑  ”Tosca | GöteborgsOperan”. sv.opera.se. Arkiverad från originalet den 23 juli 2015. https://web.archive.org/web/20150723175842/http://sv.opera.se/forestallningar/tosca-2013-2014/. Läst 23 juli 2015.
5. ↑  ”Fallet Makropulos | GöteborgsOperan”. sv.opera.se. Arkiverad från originalet den 23 juli 2015. https://web.archive.org/web/20150723174230/http://sv.opera.se/forestallningar/fallet-makropulos-2015-2016/. Läst 23 juli 2015.
6. ↑  ”Macbeth | GöteborgsOperan”. sv.opera.se. Arkiverad från originalet den 23 juli 2015. https://web.archive.org/web/20150723174413/http://sv.opera.se/forestallningar/macbeth-2015-2016/. Läst 23 juli 2015.
7. ↑  http://www.seenandheard-international.com/2013/06/18/opera-north-continues-ring-cycle-triumph-with-siegfried/
8. ↑  2016 års stipendiater, GöteborgsOperans Vänner. Läst 8 mars 2016.